# Grammonota secata
Grammonota secata är en spindelart som beskrevs av Arthur M. Chickering 1970. Grammonota secata ingår i släktet Grammonota och familjen täckvävarspindlar. Inga underarter finns listade i Catalogue of Life.